# رابرت پیپین
رابرت بوفورد پیپین (متولد ۱۴ سپتامبر ۱۹۴۸) فیلسوف آمریکایی است. وی استاد ممتاز گروه فلسفه دانشگاه شیکاگو است.

## زندگی
پیپین مدرک لیسانس خود را از کالج ترینیتی در هارتفورد، کنتیکت دریافت کرد. و دکترای خود را در فلسفه از دانشگاه ایالتی پنسیلوانیا به راهنمایی استنلی روزن گرفت. قبل از انتقال به شیکاگو، وی چندین سال در بخش فلسفه در UCSD تدریس کرد، جایی که هنری آلیسون و هربرت مارکوزه همکار او بودند. در سال ۲۰۰۹ وی کرسی فلسفه اسپینوزا را در دانشگاه آمستردام در اختیار داشت. از سال ۲۰۱۴ او دارای درجه افتخاری از دانشگاه اوپسالا، سوئد است. وی در حال حاضر به همراه همسرش جوآن در شیکاگو اقامت دارد.

## کار فلسفی
پیپین بیشتر به خاطر کارهایش در مورد هگل شناخته شده است، اگرچه همچنین مقالاتی و کتابهایی دربارهٔ کانت، نیچه، پروست، هانا آرنت، لئو اشتراوس، هنری جیمز و فیلم (از جمله هالیوود وسترن، فیلم نوآر و آلفرد هیچکاک) منتشر کرده است.

## ترجمهٔ آثار به فارسی
- ایدئالیسم هگل: خشنودی‌های خودآگاهی (۱۳۹۸). ترجمهٔ سیدمسعود حسینی. تهران: نشر کرگدن.
- هیچکاک فلسفی: سرگیجه و اضطراب‌های بی‌خبری (۱۴۰۰). ترجمهٔ امیر خضرایی‌منش. مشهد: نشر تگ.
- خودآگاهی نزد هگل: میل و مرگ در پدیدارشناسی روح (۱۴۰۱). ترجمهٔ امیر مازیار. تهران: نشر لگا.
- وسترن‌های هالیوودی و اسطورهٔ آمریکایی: اهمیت هوارد هاکس و جان فورد برای فلسفهٔ سیاسی (۱۴۰۱). ترجمهٔ امیر خضرایی‌منش. مشهد: نشر تگ.